# René-Théophile Châtelain
René-Théophile Châtelain, né le 19 janvier 1790 à Saint-Quentin et mort le 10 mars 1839 à Paris, est un journaliste français.

## Biographie
Châtelain fut envoyé, de bonne heure, au lycée de Reims par son père, qui n’épargna rien pour cultiver ses dispositions studieuses, mais Châtelain contrevint aux projets paternels en cédant à la ferveur militaire qui dominait la jeunesse française, sous le règne de Napoléon, pour s’engager, en 1808, dans un régiment de cavalerie. Il fit les campagnes d’Espagne, de Russie, d’Allemagne, et fut partout distingué par ses chefs comme brave soldat, puis comme excellent officier, Il obtint la croix de la Légion d’honneur en 1815, et ne quitta les armes qu’au licenciement de l’armée, en 1815, avec le grade de lieutenant.
Rendu, malgré lui, à la vie civile, il se reconvertit dans les lettres. Sa première publication fut le Voyage d’un Étranger en France pendant les mois de novembre et décembre 1816, qui met en scène les prétentions gothiques des gentilshommes encroutés de féodalité qui dominaient alors. Ensuite, il publia, à peu d’intervalle du premier, Le Paysan et le Gentilhomme et le Seizième siècle en 1817, qui offraient également une satire des sottises et des travers politiques du temps. Le dernier de ces ouvrages fut saisi, ce qui, loin de nuire à son succès, lui suscita deux éditions. Châtelain publia, vers la même époque, différentes brochures qui eurent toutes un succès de parti : Quelques Abus introduits dans le système religieux, Paris, 1817, in-8° ; Entretien sur le caractère que doivent avoir les hommes appelés à la représentation nationale, une brochure publiée et annoncée chez Lhuillier, libraire à Paris, en 1819, sur les élections de la même année, et qui fut saisie à la requête du ministère public.
Le genre de talent de Châtelain, dont la jeunesse, la vivacité et une certaine causticité intellectuelle étaient les qualités dominantes, le rendait essentiellement apte à la polémique des journaux. Il travailla au Mercure du XIXe siècle, au Censeur et, plus d’une fois, les articles qu’il signait tempérèrent la gravité de ce journal si sérieux. Il collabora également au Nouvel Homme gris, de la Renommée, qui remplaça le Censeur, et, lorsque enfin, en 1819, le Courrier, fondé sur les décombres de ces deux derniers journaux, fut abandonné par Villenave, les nouveaux actionnaires, voulant donner à cette feuille une couleur d’opposition plus tranchée, lui en confièrent la rédaction générale.
Lorsqu’en 1828, une nouvelle loi de la presse nécessita quelques changements dans l’organisation du Courrier français, Jean Baptiste Valentin de La Pelouze partagea la gérance avec Châtelain, avec lequel il travaillait, depuis neuf ans, dans un accord parfait d’opinions et de pensées. Dans son journal, Châtelain fit une guerre incessante à la Restauration, et fut un des premiers à protester contre les fatales ordonnances de Saint-Cloud. « Dans cette grande crise politique, dit un biographe, il fut l’homme de la veille et du jour, il dédaigna d’être l’homme du lendemain. »

Fidèle à ses principes, face aux désillusions de la révolution de Juillet qui ne tenait pas ses promesses, il continua de se tenir dans une ligne de vive opposition : 

« Tantôt, a rappelé Blanqui sur la tombe de Châtelain, c’était pour s’élever contre quelque oppression, tantôt pour flétrir quelque apostasie. La cruauté surtout lui faisait horreur. Eh quoi ! toujours du sang, disait-il quelquefois en parlant des rigueurs politiques contemporaines. »

Comme journaliste, Châtelain possédait au plus haut degré les qualités de cette profession, dans laquelle il est trop facile d’être médiocre : la netteté et la vigueur du style, l’énergie et la justesse de la pensée : toujours prêt jour et nuit, jugeant d’un œil sûr, sous le point de vue de son opinion, les événements et les hommes. Cette vie militante sans repos, sans trêve, dévore les hommes : aussi Châtelain est mort jeune encore, au mois de mars 1858. Ses funérailles eurent de l’éclat : après Auguste Blanqui, de l’Institut, un autre ami, son collaborateur, Léon Faucher, a prononcé son éloge sur son cercueil.
Outre les ouvrages de Châtelain que nous avons déjà cités, il avait publié, en 1826, les Lettres de Sidi-Mahmoud, écrites pendant son séjour en France, imitation transposée à son époque des Lettres Persanes, écrit avec une pureté de style remarquable, offrant plus d’une page très piquante. On lui doit encore l’introduction au Résumé de l'histoire du Portugal, d’Alphonse Rabbe, passage qui a été jugé supérieur à l’ouvrage. Enfin, il a eu part à la traduction des Chefs-d’œuvre des théâtres étrangers.

## Publications
- Voyage d’un étranger en France pendant les mois de novembre et décembre 1816, Paris, L’Huillier, 1817, 175 p., in-8° (OCLC 937431944, lire en ligne).
- Le Paysan et le Gentilhomme, Paris, L’Huillier, 1818, 157 p., in-8° (OCLC 697959645, lire en ligne)Cet ouvrage connut trois éditions la même année.
- Le Seizième siècle en mil huit cent dix-sept, Paris, Brissot-Thivars, 1818, 316 p., in-8° (OCLC 10785883, lire en ligne).
- Quelques Abus introduits dans le système religieux, Paris, 1817, in-8°.
- Entretien sur le caractère que doivent avoir les hommes appelés à la représentation nationale, Paris, 1818, in-8°.
- Lettres de Sidi-Mahmoud, écrites pendant son séjour en France, Paris, 1825, in-12.Cet ouvrage connut deux éditions la même année.
- Alphonse Rabbe (Introduction de R.T. Chatelain), Résumé de l'histoire de Portugal, depuis les premiers temps de la monarchie jusqu’en 1823, Paris, Lecointe et Durey, 1824, xxviii, 440, in-8° (OCLC 715954937, lire en ligne).